# Phyllocrania
Phyllocrania Burmeister, 1838  è un genere di  mantidi della famiglia Hymenopodidae.

## Tassonomia
Il genere comprende le seguenti specie:
- Phyllocrania illudens Saussure & Zehntner, 1895
- Phyllocrania insignis Westwood, 1843
- Phyllocrania paradoxa Burmeister, 1838